# زرده (طارم)
زرده یک روستا در ایران است که در استان زنجان واقع شده‌است. زرده ۱۴۲ نفر جمعیت دارد.